# Sciurus flammifer
Lo scoiattolo flammeo (Sciurus flammifer Thomas, 1904) è una specie di scoiattolo arboricolo del genere Sciurus endemica del Venezuela.

## Descrizione
Il corpo dello scoiattolo flammeo misura 27,4 cm e la coda 31 cm. Nel tipo nomenclaturale la testa e le orecchie erano rosse e la regione superiore gialla e nera brizzolata, più scura sui quarti posteriori. Il mento era giallo-arancio e il ventre bianco. Il terzo basale della coda era nero, ma il resto di essa era arancione. Bisogna dire, però, che questa specie è molto polimorfica, e non sono rari esemplari completamente neri.

## Distribuzione e habitat
Lo scoiattolo flammeo vive solamente a sud del fiume Orinoco, nel Venezuela, ed è stato trovato solamente in poche località dello Stato di Bolívar, ma il suo areale potrebbe comprendere anche zone adiacenti del Brasile. Si incontra nelle foreste tropicali.

## Biologia
Questa specie è nota solamente a partire da pochi esemplari e sulla sua biologia non sappiamo praticamente nulla.

## Conservazione
Le notizie inerenti a questa specie sono così poche che la IUCN la inserisce tra quelle a status indeterminato.